# Asiatischer kleiner Schlangenkopf
Der Asiatische kleine Schlangenkopf oder Zwerg-Schlangenkopf (Channa gachua) ist ein kleinbleibender Schlangenkopffisch, der eine Länge von 25 bis 30 cm nicht überschreitet. Nach aktuellem Stand der Wissenschaft handelt es sich bei Channa gachua um einen Spezieskomplex, der aus mindestens 3 – 4 validen Arten zu bestehen scheint. Wie alle Channa-Arten sind sie auf die Aufnahme atmosphärischer Luft zur Atmung angewiesen.
Dies geschieht durch ein akzessorisches Atmungsorgan, ähnlich dem der Labyrinthfische.

## Verbreitung und Habitat
Das Verbreitungsgebiet des Channa gachua-Komplexes erstreckt sich über weite Teile Asiens, Vorkommen werden aus Irak, Iran, Afghanistan, Nepal, Pakistan, Indien, Sri Lanka, Bangladesch, Bhutan, China, Myanmar, Thailand, Indonesien, Laos, Kambodscha, Vietnam, Malaysia und Singapur gemeldet. Abhängig vom Herkunftsort unterscheiden sich die Individuen zum Teil erheblich in Färbung, Größe und Morphologie.
In seinem Verbreitungsgebiet kommt Channa gachua in so gut wie allen Süßgewässern vor.

## Aussehen
Im Allgemeinen handelt es sich bei Channa gachua um einen kleinbleibenden, typischen Vertreter der Schlangenkopffische.
Der Körper ist langgestreckt und walzenförmig, Anale und Dorsale erstrecken sich über die hinteren 2/3 der Körperlänge. Die Caudale ist rund und verhältnismäßig groß ausgeprägt.
Die paarig ausgebildeten Ventralen dienen als wichtiges Unterscheidungsmerkmal zur sehr ähnlichen Art Channa orientalis, welche keine Bauchflossen aufweist.
Der Kopf ist groß und massig, das Maul ist raubfischtypisch breit und mit kleinen Zähnen ausgestattet. Darüber hinaus besitzt Channa gachua sogenannte Schlundzähne, die sich weit hinten im Rachen befinden.
Die beweglichen Augen sind groß und ermöglichen der Art ein sehr großes Gesichtsfeld.
Die Geschlechter lassen sich äußerlich nur schwer unterscheiden, bei einigen Formen bilden die Männchen größere und farblich intensivere unpaarige Flossen aus.
Je nach Fundort unterscheiden sich Channa gachua zum Teil enorm in Größe, Färbung und Verhalten – die Palette reicht von kleinbleibenden (bis 10 cm) Formen, die sich außerordentlich aggressiv verhalten (z. B. Channa gachua aus dem Inle-See) bis zu außergewöhnlich großen Varianten, die eine Größe von 30 cm und mehr erreichen (wie Channa gachua aus Khao Lak).
Für die Pflege im Aquarium ist es deshalb ausgesprochen wichtig, den Fundort der gehaltenen Tiere zu kennen.
Wichtige Unterscheidungsmerkmale der unterschiedlichen Varianten sind u. a. die Farbe des Unteraugenstriches, die allgemeine Ausprägung und Intensität der Färbung und die erreichte Endgröße.
Der taxonomische Status der verschiedenen Varianten im C. gachua-Komplex ist noch nicht hinreichend geklärt.

## Verbreitung, Lebensweise und Verhalten
Der C. gachua-Komplex ist über ganz Südostasien in stehenden und langsam fließenden Süßgewässern verbreitet.
Die Tiere sind ausgesprochen resistent gegen chemische Verunreinigungen im Wasser ihrer Lebensräume und können sogar in den Abwasserkanälen von Plantagen und Fabriken gefunden werden.

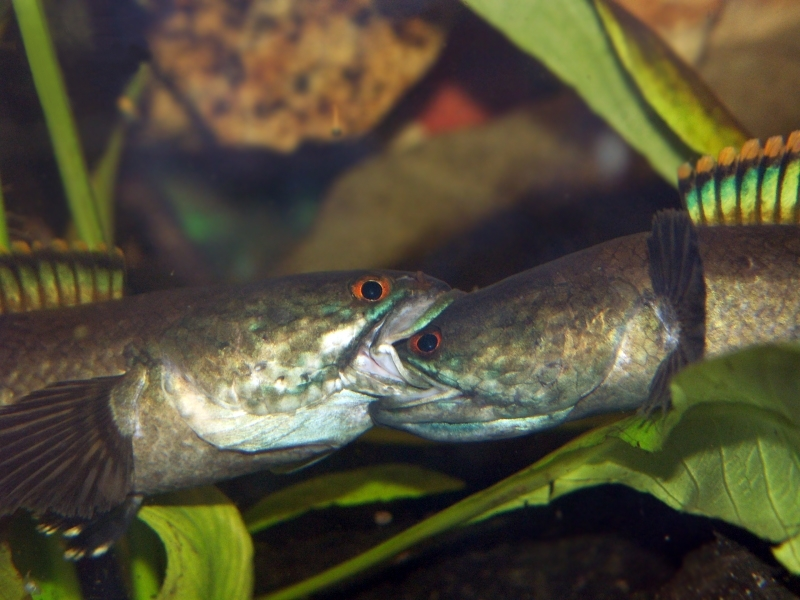
Channa gachua TH 3/02 beim Maulzerren

Channa gachua ernährt sich überwiegend insektivor, das Beuteschema umfasst aber auch kleine Fische. Großteils handelt es sich bei der Art um einen Lauerjäger, die Tiere stöbern aber zeitweise auch aktiv nach Nahrung.
Beutetiere werden durch raubfischtypisches Zustoßen erbeutet, die Sogwirkung, die durch das plötzliche Aufreißen des großen Maules entsteht unterstützt dabei den Beutefang.
Die Art verhält sich zur Balz- und Paarungszeit innerartlich zum Teil außerordentlich aggressiv, Kämpfe werden durch ausgiebiges Drohen mit aufgeblähter Kehle und abgespreizten Flossen begonnen.
Zieht sich keiner der Kontrahenten nach diesen Drohmanövern zurück, werfen sich die Tiere gegenseitig Wasserschwalle durch schlängelnde Körperbewegungen zu, ehe sie zum eigentlichen Angriff übergehen, bei dem sich die Gegner im Maul des jeweils anderen verbeißen (Maulzerren) und versuchen, sich gegenseitig unter Wasser zu halten und das notwendige Auftauchen an die Wasseroberfläche zum Atmen zu verhindern.

## Fortpflanzung

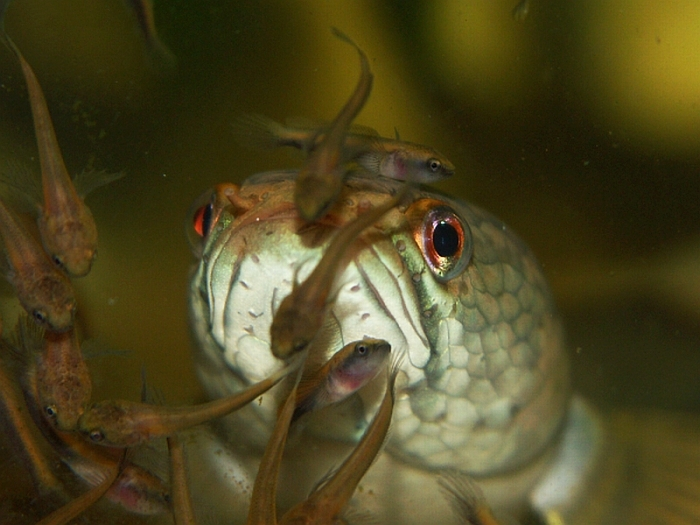
Männlicher Channa gachua TH3/02 mit Jungtieren

Channa gachua ist ein Maulbrüter im männlichen Geschlecht.
Der Paarung gehen zum Teil heftige Auseinandersetzungen der Geschlechtspartner voraus, die nicht selten in Verletzungen wie zerrissenen Flossen und abgeplatzten Schuppen enden.
Die Paarung selbst erfolgt in einer gegenseitigen Umschlingung der Partner, bei der die Geschlechtsprodukte abgegeben und befruchtet werden.
Die winzigen, ölhaltigen Eier (Durchmesser ca. 0,8 mm) treiben nach der Befruchtung zur Wasseroberfläche, wo sie vom Männchen mit dem Maul aufgenommen und im Rachen verstaut werden.
Das Männchen behält das Gelege, welches je nach Fundort zwischen 30 und 250 Eier umfasst für 5–14 Tage im Maul, ehe die Jungtiere schlüpfen. Dabei wird er häufig vom Weibchen gegen Fressfeinde und Reviereindringlinge verteidigt.
Sobald die Jungfische schlüpfen werden sie vom Männchen aus dem Maul entlassen und bilden sofort einen dichten Schwarm, in dem sie die ersten Tage und Wochen ihres Lebens verbringen.
Beide Elterntiere verteidigen die Jungen, bei einigen Formen sollen die adulten Weibchen überdies Nähreier produzieren, mit denen sie die Brut ernähren.
Junge Channa gachua wachsen schlangenkopftypisch sehr schnell und können bei guter Fütterung schon nach wenigen Monaten geschlechtsreif sein.

## Haltung in Gefangenschaft

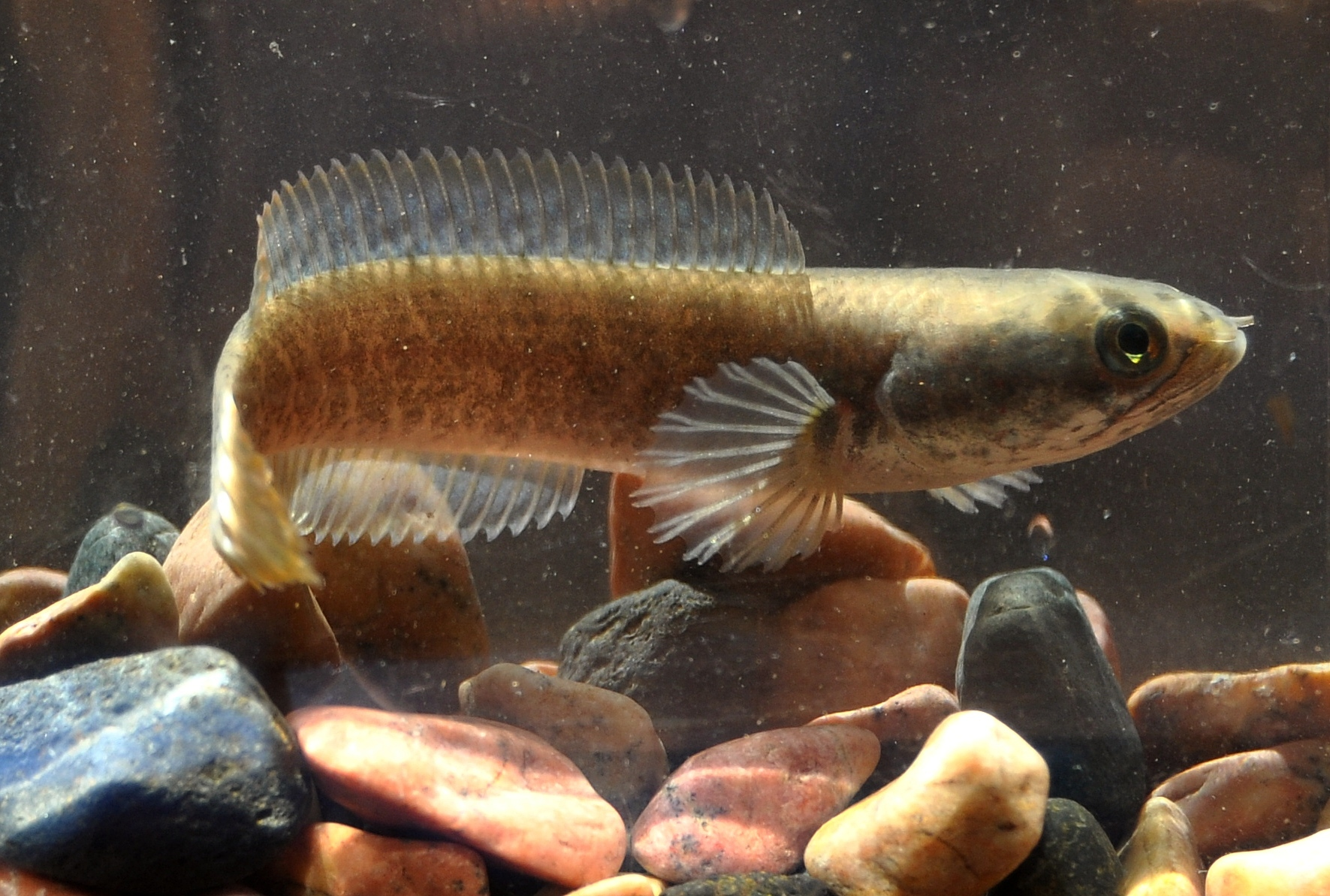
Channa gachua (60 mm), Jawa Barat

Channa gachua wird nur selten und meist von Spezialisten im Aquarium gehalten, da die Tiere gegenüber anderen Arten und zum Teil auch innerartlich zumeist unverträglich sind.
Die Haltung eines Pärchens der kleineren Formen ist bereits in einem Becken mit 80 cm Vorderkantenlänge (Standardbecken 112 l) möglich.
Die Tiere stellen keine besonderen Ansprüche an die Wasserqualität und Temperatur, die Fütterung erfolgt mit Insekten (Heimchen, Mehlwürmer, Fliegen, Mückenlarven), Barschsticks und Kleinfischen (je nach Größe des Schlangenkopfes sollten die Futterfische ca. 2–5 cm groß sein). Die Tiere sind im Allgemeinen wenig wählerisch in Bezug auf das angebotene Futter.
Besonderes Augenmerk sollte man auf die Gestaltung des Beckens legen, das viele Versteckmöglichkeiten enthalten sollte, damit die Tiere sich im Falle innerartlicher Aggression zumindest bedingt aus dem Weg gehen können.
Die Zucht im Aquarium gelingt leicht, wenn sich erst ein Paar gefunden hat.
Dazu setzt man am besten eine Gruppe halbwüchsiger C. gachua (6–8 Tiere) zusammen in ein Becken und entfernt die überzähligen Tiere, sobald sich ein Pärchen herauskristallisiert hat.
Belässt man die übrigen Tiere im Becken, besteht die Gefahr, dass das Zuchtpaar diese während der Jungenaufzucht verletzt oder sogar tötet, da jeder Eindringling im Nistrevier gnadenlos vertrieben wird.
Es ist sehr wichtig, dass das Aquarium gut abgedeckt  ist. Selbst kleine Öffnungen für die Zuleitungen von Filter und Heizstab können für die Tiere tödlich sein, da sie hervorragende und zielgenaue Springer sind, wie alle Schlangenkopffische. Abhängig von Bodenbeschaffenheit, Temperatur, Luftfeuchtigkeit und anwesenden Haustieren können sie zwar einige Stunden außerhalb des Beckens überleben, trotzdem ist das Herausspringen mit die häufigste Todesursache bei Haltung in Gefangenschaft.

## Taxonomie
Die Erstbeschreibung der Art erfolgte 1822 unter dem Taxon Ophiocephalus gachua durch Francis Hamilton-Buchanan, seither wurde die Spezies mehrfachen Revisionen unterzogen und vielfach synonym beschrieben.
Die aktuelle Datenlage legt nahe, dass es sich bei Channa gachua um einen Komplex aus mindestens 3 -4 Spezies handelt, der einer näheren Untersuchung bedarf.

## Bekannte Varianten vonChanna gachua
In Fachkreisen sind einige Formen von C. gachua mit exakter Fundortangabe verbreitet, zum Beispiel:
- Channa gachua „Khao Lak“ Großwerdende (bis 30 cm) Form mit blauem Unteraugenstrich und gedeckten Farben aus Khao Lak.
- Channa gachua „Inlé-See“ Kleine (ca. 12 cm), ausgesprochen aggressive Variante aus dem Inlé-See
- Channa gachua „Thailand“ Große (bis 25 cm) Form mit rotem Unteraugenstrich; recht farbenfrohe Tiere mit ruhigem, scheuen Verhaltensrepertoire
- Channa gachua „Thailand 3/02“ Bis 20 cm große Variante aus Thailand; bevorzugt Habitate mit Fließwasser; blauer Unteraugenstrich.
- Channa gachua „Zimtplantage“ Bis ca. 15 cm. Sri Lanka
- Channa gachua „Indien“
- Channa gachua „Burma“
- Channa gachua „Vorderindien“ bis ca. 15 cm, für Ch. gachua relativ friedlich, auch bei der Brutpflege
- Channa gachua „Bengalen“ bis ca. 25 cm, außerhalb der Brutzeit relativ verträglich